# استان کارلوس فرمین فیتزکارالد
استان کارلوس فرمین فیتزکارالد (به اسپانیایی: Provincia de Carlos Fermín Fitzcarrald) یک استان در پرو است که در منطقه انکاش واقع شده‌است. استان کارلوس فرمین فیتزکارالد ۶۲۴ کیلومتر مربع مساحت و ۱۷٬۷۱۷ نفر جمعیت دارد.